# Peter Aellig
Peter Aellig (8 dicembre 1956) è un ex sciatore alpino svizzero.

## Biografia
Specialista delle prove tecniche originario di Adelboden, nella stagione 1976-1977 in Coppa Europa fu 3º nella classifica di slalom speciale; ottenne il primo piazzamento in Coppa del Mondo il 9 gennaio 1978 a Zwiesel nella medesima specialità classificandosi 5º e tale risultato sarebbe rimasto il migliore di Aellig nel massimo circuito internazionale. Ai Mondiali di Garmisch-Partenkirchen 1978 fu 10º nello slalom speciale e l'ultimo risultato della sua carriera agonistica fu il 19º posto ottenuto nello slalom speciale di Coppa del Mondo disputato l'11 febbraio 1979 a Åre, anche se gareggiò fino alla successiva stagione 1979-1980; non prese parte a rassegne olimpiche.

## Palmarès

### Coppa del Mondo
- Miglior piazzamento in classifica generale: 43º nel 1978